# 正義魔人 (電影)
《正義魔人》（英語：Mersal）是一部2017年印度泰米爾語動作驚悚片，由阿特利執導，泰安達爾製片室有限公司製作的第100部電影。領銜主演維杰在片中一人分飾三角，S·J·蘇里亞、卡潔兒·阿加瓦爾、薩曼莎·露絲·帕布、尼蒂亞·曼南、薩堤拉什、瓦帝維盧及哈瑞希·普拉狄擔任配角；為阿特利與維杰的二度合作。電影講述了雙胞胎兄弟重聚並合作扳倒惡勢力的故事；弟弟韋特里（Vetri）是動用私刑反醫療犯罪的魔術師，而兄長馬蘭（Maaran）則是向患者收取低價醫藥費的知名醫生。
本片的主要拍攝2017年2月1日在清奈展開，2017年9月殺青，歷時130個工作天。拍攝地包括波蘭格但斯克和拉贾斯坦邦杰伊瑟尔梅尔。電影配樂由A·R·拉赫曼譜寫，G·K·毘濕奴掌鏡，魯本負責剪輯。
《正義魔人》2017年10月18日在印度等地上映，恰逢排燈節。本片在外界獲得好評居多，讚譽涵蓋維杰、曼南及蘇里亞的表演、拉赫曼的配樂、電影攝影、阿特利的導演技巧，以及片中傳達的警世訊息，但被批評情節陳詞濫調與篇幅過長。電影還獲得了諸多獎項，且憑藉全球約20億至26億盧比的票房而獲利，當時創下維杰電影的票房紀錄，更成為2017年泰米爾電影票房冠軍。本片於2018年1月25日結束了為期100天的院線放映。《正義魔人》也在歐洲最大戲院——法國大雷克斯劇院上映，並登上中國海南岛国际电影节與韓國富川國際奇幻電影節展映。

## 劇情
黎明時分，一連串醫護人員被綁架的事件發生：救護車司機、醫藥中間人、醫院工作人員和外科醫生。「蘭迪」拉特納維副局長將綁架案查到了來自清奈的馬蘭醫生，逮捕對方後私下展開審問。馬蘭解釋，這四個人因貪財且醫療疏忽，導致一名三輪車司機的女兒死亡，其妻子隨後自殺。他告訴蘭迪人質的位置，但聲稱如果人質未能及時到達醫院，便會像司機女兒一樣死去；更透露，自己並非馬蘭，而是他的分身——魔術師韋特里。
韋特里在巴黎的魔術表演上殺死了腐敗醫生阿金·察卡利亞。另一名腐敗醫生、醫學委員會主席丹尼爾·阿若克拉奇認為馬蘭低價的醫療服務對其蓬勃發展的醫院業構成了威脅，決定派出卡西為首的暴徒殺死他，但韋特里救了馬蘭並故意讓自己被逮捕。審問後，韋特里從蘭迪手中逃脫。後來，馬蘭發現自己的助理維迪富就是韋特里的同夥，於是跟蹤他找到了韋特里；馬蘭與韋特里對質，指責韋特里的犯罪行徑讓自己惹上麻煩。維迪富為解釋韋特里針對那些腐敗醫生的動機，透露了他們父母的過往。
馬蘭與韋特里其實是兄弟，即「雅許」雅許瓦亞及韋特里馬蘭的兒子。韋特里馬蘭是1970年代一位無私的村莊摔跤手兼領袖，某日在當地建造了一座寺廟，並舉辦了盛大的節慶活動。但一場大火導致多人受傷以及兩名兒童死亡。在雅許的建議下，韋特里馬蘭和丹尼爾在村裡建立了一所醫院，阿金成為主任醫生。實際上，丹尼爾與阿金都是唯利是圖的厭世者，他們為了推廣能賺更多錢的剖腹產手術，於是在雅許生第二胎（韋特里）時欺騙了韋特里馬蘭，稱妻子無法自然產，只能選擇剖腹產。
雅許因麻醉過量及失血而亡，孩子被視為死嬰。韋特里馬蘭怒不可遏，與丹尼爾對峙，但卡西等人卻襲擊了他。韋特里馬蘭將馬蘭放在一輛卡車上，並在之後的打鬥中遭丹尼爾偷襲而倒下。丹尼爾透露，自己一手造成了火災事故，之後盯上了此地的醫療生意。韋特里馬蘭發誓，丹尼爾將為自己的過錯付出代價，說完因被卡西刺傷而傷重死去。丹尼爾和阿金多年來貪污醫療服務資金以鞏固在業界的地位。原本被視為死嬰的韋特里意外活了下來，被維迪富發現。著名魔術師薩林姆·戈許收養了韋特里，韋特里很快就學會了所有實施復仇的魔術。
回到現今，馬蘭得知自己的過去後，與韋特里和解，並交換了身分。裝成韋特里的馬蘭被警方拘留，丹尼爾來到監獄見他。與此同時，丹尼爾的侄子石夏試圖威脅裝成韋特里的馬蘭，以關閉他的診所並退出印度醫學委員會主席的選舉。但兄弟倆揭露自己的身分，韋特里割傷了石夏的手，丹尼爾為此衝向韋特里的藏身處。韋特里打敗了丹尼爾的所有手下，並打傷了丹尼爾，但隨後遭卡西開車撞倒；卡西則逮住了準備被警方送往法院的馬蘭。馬蘭透過心肺復甦使弟弟甦醒過來，隨後擊敗了卡西，韋特里則利用電刑機關殺死了丹尼爾。後來，韋特里被宣判入獄服刑；離開前，他召開記者會，為自己的行為辯護，揭露了醫療機構的貪腐行為及醫療領域資金挪用現象。
在監獄中，韋特里和維迪富看到一則新聞報導：一名年輕女孩仍因醫療疏失而死亡。韋特里隨後利用魔術手法逃獄，以繼續自己的反醫療犯罪行動。在片尾，馬蘭成為了印度醫學委員會主席。

## 演員
- 維杰飾演
  - 韋特里（Vetri）：雅許瓦亞及韋特里馬蘭的次子，魔術師，馬蘭之弟。
  - V·馬蘭醫生（Dr. V. Maaran）：雅許瓦亞及韋特里馬蘭的長子，只收5盧比來為人們服務的醫生。
    - 阿克沙特·達斯（Akshath Das）飾演年幼的馬蘭

  - 韋特里馬蘭（Vetrimaaran）：鄉村摔跤手兼領袖，雅許瓦亞之夫，馬蘭及韋特里之父。
- S·J·蘇里亞飾演丹尼爾·阿若克拉奇醫生（Dr. Daniel Arokiyaraj）：貪腐醫生，聯合慈善醫院集團董事長。
- 瓦帝維盧（英语：Vadivelu）飾演維迪富（Vadivu）：韋特里的助手，馬蘭的醫療助理，也是他們的叔叔，韋特里馬蘭之弟。
- 拉吉·馬尼卡姆（Raj Manickam）飾演年少的維迪富
- 卡潔兒·阿加瓦爾（英语：Kajal Aggarwal）飾演阿努·派拉薇醫生（Dr. Anu Pallavi）：韋特里的戀人，丹尼爾的助理。
- 薩曼莎·露絲·帕布（英语：Samantha Ruth Prabhu）飾演塔拉（Tara）：馬蘭的未婚妻，媒體記者。
- 尼蒂亞·曼南（英语：Nithya Menen）飾演雅許瓦亞·「雅許」·韋特里馬蘭（Aishwarya "Aisu" Vetrimaaran）：韋特里馬蘭之妻，馬蘭及韋特里的生母。
- 薩堤拉什（英语：Sathyaraj）飾演「蘭迪」拉特納維副局長（DCP Rathnavel "Randy" IPS）：追捕韋特里的警官。
- 哈瑞希·普拉狄飾演阿金·察卡利亞醫生（Dr. Arjun Zachariah）：貪腐醫生，印度醫院聯盟的營運副總裁，丹尼爾之友。
- 科瓦伊·莎拉拉（英语：Kovai Sarala）飾演薩爾拉（Sarala）：馬蘭的養母。
- 撒費恩（英语：Sathyan (Tamil actor)）飾演馬倪雅（Maniya）：蘭迪的助手。
- 桑吉利·穆魯甘（英语：Sangili Murugan）飾演薩林姆·戈許（Salim Ghosh）：魔術師，韋特里的養父。
- 卡利·文卡塔（英语：Kaali Venkat）飾演潘高蒂之父：三輪車司機。
- M·卡馬拉伊（M. Kamaraj）飾演卡西（Kasi）：丹尼爾的手下。
- 拉傑·巴拉特（Bharath Raj）飾演石夏（Sesha）：丹尼爾的侄子。
- 約吉·巴布飾演諾拉（Nolan）：塔拉的同事。
- 拉詹德蘭（英语：Rajendran）飾演泰米爾納德邦衛生部長
- 德瓦達辛妮（英语：Devadarshini）飾演護士
- 普里亞（英语：Mamilla Shailaja Priya）飾演塔拉之母
- 米夏·戈夏爾（英语：Meesha Ghoshal）飾演塔拉之友
- 森蒂斯·庫馬里（英语：Senthi Kumari）飾演塞爾維（Selvi）[14]
- 塔瓦西（英语：Thavasi (actor)）飾演祭司
- 賽·迪納（英语：Sai Dheena）飾演囚犯
- 帕里塔班加爾·戈皮（英语：Parithabangal Gopi–Sudhakar）飾演節目主持人
- 帕里塔班加爾·蘇達卡爾（英语：Parithabangal Gopi–Sudhakar）飾演節目參加者
- 普·拉姆（英语：Poo Ramu）飾演受害者之父

## 主題及影響
維杰飾演的角色馬蘭（Maaran），外號「5盧比醫生」（₹5 doctor），靈感來自德尼縣博迪纳耶卡努尔的巴拉蘇布拉馬尼安醫生（Dr. Balasubramanian），他行醫只向患者收取2盧比的醫藥費。影評人指出，本片以下存在相似之處：M·G·拉馬錢德蘭（簡稱MGR）一人分飾兩角的《神聖的居所》（1968年）及《水與火》；拉吉尼坎特一人分飾三角的《三張臉》（1982年）；卡茂爾·哈桑一人分飾三角的《獨一無二的兄弟》（1989年）。希亞姆·高塔姆（Shyam Gowtham）在《The Week》雜誌的評論中談到了《正義魔人》中對M·G·拉馬錢德蘭的引用：「維杰正在重現M·G·拉馬錢德蘭在1950年代的所作所為；正如泰米尔纳德邦达罗毗荼进步联盟效仿約瑟夫·戈培爾在希特勒統治下的德國所做的事——用電影來傳播其意識形態，為此改變了電影的製作方式。片中有四個實例將維杰比作MGR，如他的介紹場景以配上一首MGR歌曲就是最好的證明。」

## 製作

### 發展
阿特利在《幽靈火花》（2016年）上映後，連同主演维杰2016年9月與斯里特南達爾電影簽約，以合作另一部電影。最初有報導稱，阿特利在過去七個月內開發劇本，將於《幽靈火花》之後執導馬赫希·巴布的電影，但最終並未實現；同樣，維杰也簽約出演泰安達爾電影製作的《桑加米特拉》，但該片需要250天的拍攝時間，無法配合的他禮貌地拒絕了此工作。據報導，阿特利的此新片將在維杰的《卫道金刚》（2017年）上映後才開始製作。2016年10月，製片公司的執行長薩夫萬·薩利姆（Safwan Saleem）證實了此項目的存在；並進一步宣布曾參與《巴霍巴利王》系列、《寶萊塢之鋼鐵奶爸》（2015年）等電影的編劇V·維加恩德拉·帕拉薩將成為技術團隊的一員。
維杰在本片中分別飾演醫生、魔術師及村委會領袖，演藝生涯首次一人分飾三角。據《德干紀事報》報導：「他飾演的魔術師的角色旨在引起笑聲並活躍氣氛，此演員的喜劇天賦將藉此展現在銀幕上。」報導同時否認了維杰將在片中飾演錫克教徒的傳言。維杰為了扮演角色而跟隨三位魔術師學到了魔術技巧，分別是北馬其頓的戈戈·雷克維姆（Gogo Requiem）、加拿大的拉曼·夏爾馬（Raman Sharma）以及保加利亞的丹尼·貝列夫（Dani Belev）。
斯里特南達爾電影執行長赫瑪·魯克瑪尼（Hema Rukmani）宣布，本片是該公司製作的第100部電影，而非《桑加米特拉》；2017年4月21日，製片人宣布電影將以新名稱「泰安達爾製片室有限公司」（Thenandal Studio Limited）的名義推出，並宣布上映日期為2017年10月。魯克瑪尼在坎城影展《桑加米特拉》的首映會上示：「大多數人將維杰視為『大眾演員』。但我看過他的表演，絕對是位出色的演員。」她補充說：「在拍攝過程中我注意到了很多事情。我很高興看到他在片場即興發揮，其入戲能力非常出色，能掌握哪怕是最微小的細節，例如在某個特定鏡頭中他的手或腿該放在何處並如何維持姿勢，無論助理導演是否記得，他都會知道。」本片的製作在沒有宣布片名的情況下展開；2017年6月21日，片方公布片名為《正義魔人》（Mersal），並發布了首張海報。

### 選角及技術團隊
2016年12月，喬蒂卡、卡潔兒·阿加瓦爾與薩曼莎·露絲·帕布被媒體宣布為本片的女主角。製作團隊後來透露，喬蒂卡因不可避免的原因選擇退出，尼蒂亞·曼南接演她的角色。S·J·蘇里亞和薩堤拉什也以配角的身分加入了演出陣容，蘇里亞在片中扮演著有兩種造型亮相的反派角色。瓦帝維盧原本想與維杰在《幽靈火花》中合作，但因不可避免的原因的錯過；後來他得以加入《正義魔人》的演出。拉詹德蘭以及喜劇演員科瓦伊·莎拉拉與撒費恩也參演了本片。
據2017年1月的報導，A·R·拉赫曼將譜寫本片的背景音樂及原聲帶，此前他與維杰的合作追溯到2007年的《俊俏好儿郎》。阿特利的御用攝影指導喬治·C·威廉斯原本也應該參與本片的拍攝，但因與其他項目的日期衝突而未能如願。後來，新人G·K·毘濕奴（理查德·M·內森前助手）簽約擔任本片的攝影指導。泰安達爾電影於2017年1月宣布了該片的官方演員及工作人員名單；其中，安爾·阿拉蘇為動作指導，曾與阿特利合作過的魯本為剪輯師，T·穆圖拉吉為美術指導，尚比與普雷姆·拉克希特共同負責編舞，尼拉賈·科納及科馬爾·沙哈尼共同擔任劇裝設計。在電影製作期間，哈瑞希·普拉狄、約吉·巴布和奇爾·莫漢加入了演出陣容。

### 拍攝

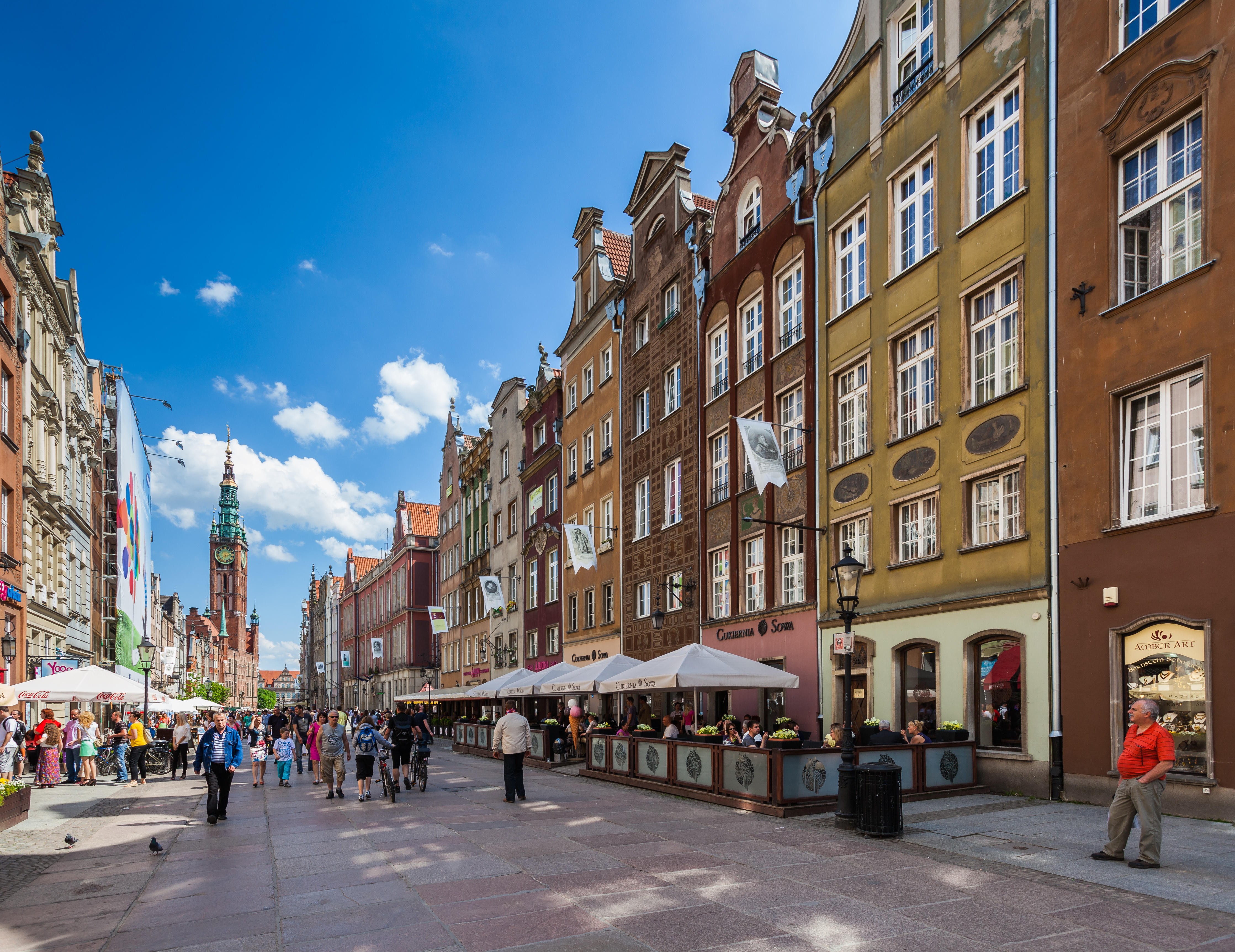
波蘭格但斯克被充當為片中的法國巴黎

2017年2月1日，電影在清奈的阿迪亞蘭工作室（Adityaram Studios）舉行了開機儀式，隨後開始製作；此時，本片的暫定名為《維杰61》（Vijay 61）或《指揮官61》（Thalapathy 61），意為維杰主演的第61部電影。第一天，劇組在清奈東海岸路的巴那育（Panaiyur）拍片，直到2月19日，共連續拍攝了20天。結束後，團隊稍作休息，直到2017年3月1日在清奈展開第二輪拍攝。3月15日，一張電影劇照在網上外流並隨即走紅，照片中維杰留著捲曲的小鬍子，身穿托蒂。此趟行程完成後，儘管有報導稱第二階段拍攝結束後可能會在歐洲拍片，但劇組於3月31日前往拉賈斯坦邦。
儘管當地天氣炎熱，劇組仍決定與維杰及曼南在傑伊瑟爾梅爾拍攝一首歌曲。本片在拉賈斯坦邦拍攝時用上了名為7161WP AKBAR的蒸汽機。劇組也在拉賈斯坦邦拍攝動作戲；在拍攝完成後，2017年4月12日結束了此地的行程。然後，劇組計劃4月25日在歐洲進行為期一個月的行程，維杰、阿加瓦爾等演員都在場。名為〈馬索〉（Maacho）以及部分動作片段在波蘭（格但斯克、波茲南和熱舒夫機場）拍攝，此外劇組也在北馬其頓斯科普里取景。
劇組在結束歐洲的拍攝後，2017年6月返回清奈，並於2017年6月5日展開下一階段行程，薩曼莎也在現場拍攝。隨後，眾人在霍蘇爾、帕拉卡德和乌塔卡蒙德開拍，維杰亦參與了此拍攝。2017年7月中旬，有消息稱，劇組計劃在130個工作天內完成全部拍攝，以便有充足的時間投入後期製作。隨著南印度電影從業人員聯合會（FEFSI）8月1日宣布無限期罷工，加上9月1日再次罷工，本片的拍攝受到影響。FEFSI於9月13日撤回罷工後，電影的製作工作得以恢復；雖然清奈卡蒂帕拉樞紐官方允許拍片到凌晨六點，但劇組之前在此拍攝的鏡頭很少，導致工作一直持續到上午八點，造成交通擁堵。電影的高潮戲在吉亞普拉姆拍攝；在完成歌曲和拼湊拍攝之後，主要拍攝工作宣告殺青。

## 音樂
《正義魔人》的原聲帶及背景音樂由A·R·拉赫曼譜寫；這是他繼《烏達亞》（2004年）和《可敬的泰米爾之子》（2007年）後，第三次與維杰合作。歌詞由維維克執筆，在維杰和拉赫曼的銀禧年紀念日首度對外釋出。本片的音樂版權由索尼音樂印度公司以創紀錄的價格收購。曲目〈由泰米爾人支配〉及〈你是什麼〉（Neethanae）於2017年8月10日、17日以單曲形式發表。音樂發表會2017年8月20日在清奈的賈瓦哈拉爾·尼赫魯體育場舉行，被媒體吹捧為「年度考萊塢盛事」，有多名泰米爾電影界的知名人士出席，拉赫曼及其團隊也在現場表演。原聲帶在發行後的10天內串流播放量突破1億次，創下了泰米爾原聲帶的記錄。

## 行銷
官方2017年6月21發表了前導海報，成為推特上轉發量最高的前導海報，接近5萬人次。《正義魔人》預告片於2017年9月21日發表（恰逢阿特利的生日），並以3460萬次觀看登上當時觀看數最多的印度電影預告片，超越了2016年的《卡巴里》及《智勝先師》（2017年），更成為首部獲得100萬讚的印度電影預告片。2017年10月8日，《正義魔人》的兩則電視廣告於電視播出《巴霍巴利王：磅礡終章》（2017年，泰米爾配音版）期間首播。
斯里特南達爾電影執行長赫瑪·魯克瑪尼與印度及奧地利合資公司合作，透過Facebook Messenger為製片公司推出了一款人工智慧聊天機器人。此舉利用人工智慧技術與所有電影觀眾進行私人交流，頂級明星在印地語電影（寶萊塢）中也會使用聊天機器人來宣傳他們的電影，《正義魔人》為南印度電影開創此先河。魯克瑪尼表示：「雖然我們透過製片公司的官方推特帳號分享本片的相關訊息，但肯定到處都有假新聞。為此計劃推出TSL聊天機器人，讓粉絲們得以一對一與他們分享相關資訊。」
本片是首部獲得推特表情符號並以片名註冊為商標的南印度電影。製片公司的消息人士表示：「如果有人將一詞用於商業目的，應將其收入的一部分作為版稅支付給該團隊。」
印度媒體稱，本片創新的行銷策略是成功的關鍵。廣告公司認為，《正義魔人》足以列為顛覆數位行銷領域的南印度電影。

## 發行

### 院線
《正義魔人》原定2017年9月29日在印度上映，但原定排燈節（2017年10月18日）上映的S·香卡電影《寶萊塢機器人之戀2.0》因大量視覺效果工作而延期；製片人決定在該日期上映本片。2017年10月16日，本片獲得了CBFC頒發的U/A證書。
本片在全球超過3300家戲院上映，創下了泰米爾電影的最高票房紀錄。在馬來西亞上映戲院達800家，喀拉拉邦上映戲院超過275家。電影在卡納塔克邦的100家戲院上映，安得拉邦則有400家。2017年10月24日，本片在PVR戲院和Inox Multiplex戲院上映，此前兩家戲院於10月3日舉行了罷映活動，抗議雙重課稅糾紛。2018年3月，製片委員會因虛擬拷貝費用上漲而對數位服務提供商發起罷工，《正義魔人》於該年再次上映。
《正義魔人》因需求量大，而在歐洲最大戲院——法國大雷克斯劇院上映。本片也在日本的東京、蝦野、大阪和中山上映，上映規模創下了泰米爾電影的紀錄。據報導，HGC娛樂（HGC Entertainment）計劃2018年12月6日在中國上映本片，定名為《魔医联盟》，戲院覆蓋一萬家，將使本片成為首部在中國上映的泰米爾電影；但最終本片並未如期上映。本片2019年3月於中國的海南岛国际电影节上展映（名為《五卢比医生》），2018年7月29日也登上韓國富川國際奇幻電影節放映。

### 發行商及預映業務
北極星娛樂（North Star Entertainment）與SN科技電影發行公司（SN Techs Film Distribution Company）獲得《正義魔人》在安得拉邦及特倫甘納邦的發行權；全球聯合傳媒（Global United Media）持有在喀拉拉邦的發行權；地平線製片室獲得卡納塔克邦的發行權；澳大利亞和紐西蘭的發行權由MKS有聲電影（MKS Talkies）則獲得，ATMU娛樂（ATMU Entertainment）負責本片在美國的發行。據報導，《正義魔人》上映前的版權收入達15.6億盧比,，其中包括泰米爾納德邦的院線版權約7億盧比，卡納塔卡邦的發行權約5500萬盧比，喀拉拉邦的版權約6600萬盧比，安得拉邦的版權約為4600萬盧比，印度其他地區的版權為800萬盧比，海外版權約2.6億盧比。全球院線版權達11.35億盧比，而衛星版權以2.8億盧比售出，音樂版權達3500萬盧比，家庭影音版權為1500萬盧比，印地語配音權賣價1.1億盧比。

### 家用媒體
2017年7月，電視轉播權以3億盧比的價格出售給Zee泰米爾。本片於2018年1月14日印度豐收節期間展開全球電視首播。Star Maa、Udaya TV及亞洲電視網分別獲得了泰盧固語、卡納達語和馬拉雅拉姆語配音版的衛星版權。本片可透過Netflix與ZEE5（泰米爾語）、YouTube及Prime Video（泰盧固語）、Sun NXT（卡納達語）和Hotstar（馬拉雅拉姆語）在數位串流平台上觀看。本片的印地語配音版本於2022年3月13日直接登上電視頻道（現已更名為）首播。

## 反響

### 票房
《正義魔人》上映首日在印度本土市場收入3.13億盧比，全球收入4.71億盧比。
本片在清奈市的票房達1500萬盧比，擊敗了《智勝先師》，成為首日票房最高的電影。本片成為當時泰米爾納德邦最高的首映票房，票房達2.48億盧比，並為發行商帶來1.41億盧比的分成。《正義魔人》最終打破了《卡巴里》創下的2.15億盧比票房紀錄。
《正義魔人》在美國首映時獲得了1700萬盧比的票房，第二天獲得了2500萬盧比的票房，總計達到3080萬盧比。據行業分析師塔蘭·阿達什所述，本片在澳大利亞25家戲院上映時，獲得了13萬3057澳元（680.1萬盧比）的票房，而在英國37家戲院上映時，票房達9萬4311英鎊（810.8萬盧比）。電影在馬來西亞約800家戲院上映，首日票房為903.1萬盧比。
本片在為期五天的首映週末，全球票房達14億盧比，首週票房開盤為17億盧比。本片上映12天，全球票房達20億盧比，其中印度本土票房達13億盧比，至此成為維杰職業生涯中票房最高的電影，也是他的第一部進入20億盧比票房俱樂部的電影。據報導，上映第五週結束時，該片在泰米爾納德邦收穫12億盧比票房，在喀拉拉邦收穫1.6億盧比，在卡納塔克邦收穫1.3億盧比，印度其他地區收穫1.5億盧比，本土票房總計16.4億盧比，全球票房總計2.6億盧比。根據2018年1月發表的《漢斯印度報》文章，本片上映結束時全球總票房達24.48億盧比。
但根據《印度斯坦時報》、《金融快報》和《今日印度》的文章，主要發行商之一兼阿比拉米大型購物中心老闆拉馬納坦（Ramanathan）表示《正義魔人》並未如報導那樣賺得20億盧比，票房數字被嚴重誇大。

### 評價
《正義魔人》獲得了影評界的普遍好評。
《印度時報》主編M·蘇甘斯（M. Suganth）給本片打了3.5的評分（滿分5分），並表示：「《正義魔人》是今年最引人入勝的大眾喜劇電影。當片中出現像維杰這樣具有十足魅力的大眾英雄時，怎麼會出問題呢？」《印度快報》的馬諾傑·庫馬爾·R（Manoj Kumar R.）也給出了3.5的評價（滿分5星），並認為：「阿特利不僅利用了維杰的明星地位，更充實了有趣的劇本，充分發揮了此演員最好的銀幕特質，貢獻了受大眾喜愛的華麗之作（正如他的《幽靈火花》）。」
Sify網站打出3星（滿分5星），並稱《正義魔人》是「公式化的大眾瑪撒拉動作片，具有強烈的社會訊息、令人捧腹大笑的場面、養眼的女主角以及宏大的視覺效果」。還補充稱本片「完全依靠男主角（維杰）的魅力來實現其誇張的基調」。《印度斯坦時報》的普里揚卡·桑達爾（Priyanka Sundar）表示，本片「重點並非故事，而是故事的傳達方式；情緒、情感及社會訊息構成了故事的關鍵」，且批評了下半場的長度，以及薩曼莎角色線的虎頭蛇尾。Behindwoods網站表示片中有三個維杰的亮相，帶來了三倍加分，並給電影打了2.75星（滿分5星）。
Film Companion South網站的巴拉德瓦吉·蘭甘稱本片為「宏大但失去想法的《獨一無二的兄弟》」。但補充：「電影豐富的製作價值彌補了新意的不足。」他稱讚了維杰的表演：「維杰似乎是在銀幕上越來越年輕的演員，舞蹈動作優美，創造的戲劇效果十足，可惜寫作卻扯了他後腿。」《德干紀事報》的阿努帕瑪·蘇布拉馬尼安（Anupama Subramanian）打出2.5星的評價（滿分5星），在評論中稱：「故事情節雖然不新鮮，但阿特利巧妙地利用了維杰出色的銀幕形象，並以引人入勝的方式呈現出來。」《印度教徒報》的維沙爾·梅農（Vishal Menon）認為，本片「參考了過去的大片，但樂趣十足，不至於令人討厭。」
第一郵報網站的斯里達爾·皮萊（Sreedhar Pillai）稱「本片完美展現了超級巨星維杰的傳奇形象，得以滿足不同品味的觀眾。」並從滿分5星中打出了3星的評價。《新印度快報》影評人丹尼爾·蒂馬亞（Daniel Thimmayya）將《正義魔人》稱為「依靠維杰紮實的表演及阿特利的巧妙敘事的終極商業娛樂片。」《今日印度》的斯里瓦贊·S（Srivatsan S）給了電影3分（滿分5分）的評價，評論：「《正義魔人》能說無非是日場偶像的崛起。」News18網站的普尼瑪·穆拉里（Poornima Murali）評論：「電影部分內容很精彩：例如令人回味的倒敘」；但指出部分對白蹩腳、邏輯矛盾，且歌曲片段太多。The Quint網站的維克拉姆·文卡特什瓦蘭（Vikram Venkateshwaran）在影評中寫道：「電影有三個完整的維杰，有相互交叉的情節線、精彩的打鬥場面及12起謀殺案，所有都是以娛樂的方式呈現，令人不是心碎就是歡呼。」
《美麗馬拉雅拉線上報》的撰稿人普雷姆·烏代巴努（Prem Udhayabhanu）給《正義魔人》打出3分（滿分5分），並表示：「本片透過精心編織的英雄故事並融入警世訊息吸引了影迷。」希亞姆·高塔姆（Shyam Goutham）在《The Week》雜誌的評論中寫道：「對於維杰粉絲來說，這裡有足夠多的令人驚嘆的時刻——慢動作場面、『指揮官』救人以及感染力的對白。阿特利透過充斥著沉重的劇情與動作場面的本片，常識傳達警世訊息。事實上，維杰向媒體談論本國問題的場面已成常態。」《阿南達·維卡坦》將本片評為43分（滿分100分）。

### 獎項
《正義魔人》在第65屆南印度電影觀眾獎上獲得11項提名，包括最佳導演（阿特利）、最佳男主角（維杰）及最佳男配角（S·J·蘇里亞）；最終贏得兩項大獎——最佳女配角（曼南）與最佳音樂總監（拉赫曼）。在第10屆維傑獎上取得八項提名，並獲得最受歡迎電影、最受歡迎導演與最受歡迎歌曲共三座大獎。本片在第7屆南印度國際電影獎上獲12項提名，最終贏得的五項大獎，其中包括最佳導演（阿特利）、最佳反派演員（蘇里亞）和最佳音樂總監（拉赫曼）。此外，《正義魔人》還贏得10座Techofes獎、七座愛迪生獎、五座阿南達·維卡坦電影獎，以及兩座挪威泰米爾影展獎。在國際頒獎典禮上，本片獲得英國國家電影獎最佳外語片。維杰也獲得了英國國際成就表彰獎（International Achievement Recognition Award UK）的最佳國際演員。

## 爭議
本片受到了多方批評，首先是馬德拉斯高等法院對電影製片人發出的臨時禁令，原因是他們在宣傳中使用了一名。AR電影工廠（AR Film Factory）的A·拉金德蘭（A. Rajendran）提起訴訟，他在2014年向泰米爾電影製片人委員會註冊了片名，聲稱《正義魔人》的片名將影響自己的電影業務。高等法院後來於2017年10月6日駁回了上訴。泰米爾電影製片人委員會因雙稅收制度問題於10月6日至13日舉行罷工，加上據傳印度動物福利委員會拒絕頒發无异议证明，皆影響了本片的上映計畫；此問題後來解決。
電影上映後，片中表達的幾種觀點遭到了各組織的反對。維杰飾演的主角在片中批評了新上路的商品及服務稅，加上也有角色嘲笑了數位印度計畫，印度政府執政黨印度人民黨與當時執政的全印安納達羅毗荼進步聯盟對此表示反對。印度人民黨要求將這些橋段從電影中從此刪除。泰米爾納德邦政府醫生協會（Tamilnadu Government Doctors Association）等多個醫療組織譴責，電影對公家醫院工作的醫生塑造得過於刻薄。印度醫學協會的醫生們計劃抵制本片，並在網上散布盜版連結，希望給製片方造成經濟損失。對立政黨和泰米爾電影界各大名人將這些行為視為對言論自由的攻擊。政客夏希·塔魯爾譴責印度人民黨針對《正義魔人》的行為等同於侵犯民主權利。
《正義魔人》的淨票房收入預計將達到10至15億盧比，但泰安達爾製片室有限公司卻因製作成本過高而不得不申請破產。本片在社群媒體宣傳上則損失約6億盧比；有資料顯示，阿特利在拍片時超支。G·達南傑揚則認為，本片對泰米爾納德邦所有發行商而言可謂有利可圖，製片人穆拉利·拉馬薩米（Murali Ramaswamy）也是如此。2018年11月，參與此項目的加拿大魔術師拉曼·夏爾馬指責泰安達爾製片室欠款，並抨擊該公司的不專業行為。8月，夏爾馬的團隊向製片公司發出了法律通知，要求他根據2016年破產法支付剩餘款項。圍繞製片公司的財務糾紛導致製片人擱置了所有即將推出的項目：特別是大預算電影《桑加米特拉》；丹努什與卡錫克·蘇布拉合作的電影；A·R·拉赫曼的虛擬實境電影《麝香》以及其他作品。

## 影響
在《正義魔人》上映前，曾出演《智勝先師》的好萊塢特技演員賽吉·克洛宗·卡辛（Serge Crozon Cazin）與泰盧固導演S·S·拉傑摩利都表達了對本片的期待，拉傑摩利稱：「值得期待的鉅作」。繼印度人民黨對商品及服務稅與數位印度的橋段提出批評後，拉吉尼坎特、卡茂爾·哈桑、威薩爾、維傑·西圖帕提、阿爾溫德·史瓦米和库西卜·森达尔紛紛對《正義魔人》表態支持本片，並稱讚維杰及劇組「在電影中勇於解決社會問題」。政客H·拉賈在網上觀看電影後批評審查委員會官員對電影的認證，要求將他們撤職；10月22日觀看本片放映的審查委員會成員高塔蜜聲稱：「《正義魔人》已獲得公正的審查證書，片的對白中並未誤解商品及服務稅，要求刪除這些橋段是對言論自由明目張膽的威脅。」南印度電影商會就H·拉賈在網上觀看了盜版電影一舉，致函資訊與廣播部部長絲米蒂·伊拉尼，尋求對他採取行動。根據推特的一項調查報告，《正義魔人》成為2017年娛樂領域推文最多的標籤。

## 備註
1. 本片於海南岛国际电影节展映時的名稱[7]。
2. ↑  三人此前皆與維杰合作過兩部電影[41][42]。
3. ↑  後來被揭露為〈由泰米爾人支配〉。
4. ↑  維杰與拉赫曼都在1992年出道，截至2017年，兩人已在電影界工作25年。
5. ↑  該項目後來被交易給YNOT製片室（英语：Horizon Studios），成為2021年上映的《黑白世界（英语：Jagame Thandhiram）》[201]。

## 外部連結
- 互联网电影数据库（IMDb）上《正義魔人》的资料（英文）
- 爛番茄上《正義魔人》的資料（英文）